# Gotarzes I
Gotarzes I da Pártia governou partes do Império Parto entre 95 a.C. e 90 a.C.. Era neto de Friapácio da Pártia e chegou ao poder durante o conturbado período final do reinado de Mitrídates II da Pártia. Ele é mencionado em algumas tabelas astronómicas de Babilónia. É possível que tenha governado sobre Babilónia durante algum tempo.

## Nome
Gotarzes (Γωταρζης, Gōtarzēs) é a forma língua grega do iraniano médio Godarze / Gotarze (𐭂𐭅𐭕𐭓𐭆, Gōdarz / Gōtarz), que por sua vez derivou do iraniano antigo Gautarza (*Gau-tarza-; lit. "esmagador de bois"). Foi registrado em aramaico como gwtrz.